# Ilybius pseudoneglectus
Ilybius pseudoneglectus là một loài bọ cánh cứng trong họ Bọ nước. Loài này được Franciscolo miêu tả khoa học năm 1972.